# 蒲家镇
蒲家镇，是中华人民共和国四川省达州市通川区下辖的一个乡镇级行政单位。2019年12月，撤销新村乡，将原新村乡梨园村所属行政区域划归蒲家镇管辖。

## 行政区划
蒲家镇下辖以下地区：
文昌宫社区、朱仙社区、观庙村、乐云村、八口村、画眉村、钟庙村、方坪村、苦竹村、春天村、宝石村、古石村、凉水村、屈沟村、旭坡村和长岭村。